# Bernardino Zanetti
Pour les articles homonymes, voir Zanetti.
Bernardino Zanetti (1690-1762) est un historien vénitien.

## Biographie
Bernardino Zanetti naît en 1690 à Castelfranco, dans la république de Venise.
Après ses études de théologie à Padoue, il devient curé de Postioma près de Trévise. Il consacre son temps libre à l'étude de l'histoire et de la chronologie et écrit plusieurs ouvrages. Outre des Méditations (Frutto del ritiro), on lui doit une histoire des Lombards intitulée Del regno de Longobardi in Italia : Memoriale Storico-Critico-Cronologiche, publiée à Venise en 1753. Parmi les ouvrages qu'il a laissés en manuscrit, on cite une histoire du royaume des Goths en Italie (Storia del regno de' Goti in Italia), un recueil de sermons pour le Carême, et quelques opuscules ascétiques.
Il meurt le 2 avril 1762 à Postioma, aujourd'hui frazione de la commune de Paese, dans la province de Trévise.

## Publications sélectives
- Frutto del ritiro (2 volumes), Venezia, 1730.
- Del regno de Longobardi in Italia (2 volumes), Venezia, L. Baseggio, 1753. (lire en ligne)
- Storia del regno de' Goti in Italia